# Gisela Pou Valls
Gisela Pou Valls (Castellar del Vallés, Barcelona, 7 de mayo de 1959) es una escritora catalana que cultiva diferentes estilos, pero es más conocida por su profesión de guionista de televisión, ha escrito literatura infantil, juvenil y novela para público adulto.

## Biografía
Licenciada en ciencias biológicas en 1981, publicó dos títulos relacionados con la biología. Empezó a escribir y, en 1989, publicó su primera novela Ruido de fondo en la Editorial Tres y Quatre. Este mismo año recibió una beca de la Institución de las Letras Catalanas. Atraída por la literatura infantil y juvenil, tiene publicadas varias novelas, y ha empezado una colección de aventuras de un personaje llamado Sara Pegues. Su curiosidad e imaginación le ha llevado a cultivar también el teatro y el guionado. Gisela Pou es máster de guion para cine y televisión por la UAB y ha sido codirectora de estudios sobre ficción televisiva y cinematográfica a la UB, así como profesora del Máster de guion televisivo organizado por la Universidad Internacional Menéndez y Pelayo en Valencia.

## Teatro
Como autora de teatro, tiene una obra estrenada en 2004 en Castellar del Vallés con el nombre La noche del barro, dirigida por Rosa Grané. Pertenece al colectivo de escritoras de las Hermanas Miranda, que han publicado tres títulos: 
- Celo (1998)
- Miedo (2000)
- Libro de familia (2001).
- La noche del barro (2004)

También ha participado en el libro colectivo Hechos polvo! (2004) de la editorial Montflorit.

## Televisión
Como guionista de televisión, Gisela Pou ha trabajado para diferentes medios de comunicación. Destaca su colaboración a:
- Sin identidad (2014), de Sergi Belbel, en Antena 3
- Isabel (emisión en 2013), biblia de la segunda temporada de Televisión Española.
- Ventdelplà (temporada 2008-2010), de la serie dramática de Televisió de Catalunya.
- El cor de la ciutat (temporadas 2006-2007 y 2007-2008 como guionista y las temporadas 2005-2006 como adaptadora), de la serie dramática de Televisión de Cataluña.
- Les Tres Bessones Bebès (2004), serie de dibujos animados.
- Dieciséis dobles (2003).
- Temps de silenci (temporada 2001-2002), serie dramática de Televisión de Cataluña
- Laberint d'ombres (temporada 1998-1999), telenovela de Televisió de Catalunya.
- El Súper. Historias de todos los días (temporada 1997-1998), telenovela de Telecinco, producida por La Principal y Zeppelin TV.
- A flor de piel (temporada 1996-1997), telenovela de Canal 9.
- Herència de sang (temporada 1995-1996), telenovela de Canal 9.
- Secrets de família (temporada 1994-1995), telenovela de Televisió de Catalunya.
- Poble nou (temporada 1993-1994), telenovela de Televisió de Catalunya.
- Vostè mateix serie semanal adaptada por Televisió de Catalunya.

## Obras científicas
- 1984 — Itinerario de Can Miloca: Parque de Corredor.
- 1985 — Ecología de una ciudad: Barcelona.

## Novela
- 1989 — Soroll de fons
- 2008 — Sense la mare
- 2011 — El silenci de les vinyes
- 2015 — La veu invisible
- 2015 - "La joven de la medianoche"

## Infantil y juvenil
- 1991 — T'he enxampat, bufó!
- 1992 — Qui mana, mana
- 1992 — La nit dels Noumons
- 2004 — Les Tres Bessones es mouen per Sant Cugat
- 2008 — La Sara Pegues i el Capità Caguetes
- 2010 — La Sara Pegues i l'esquelet desmanegat
- 2013 — L'edat del lloro
- 2013 — La Sara Pegues i el mural blau
- 2014 — La Sara Pegues i la fastigosa
- 2014 — La Sara Pegues i l'ou de dinosaure
- 2015 — La noia de la mitjanit